# Lan len rỉ sắt
Lan len rỉ sắt, nỉ lan bạn hay nỉ lan ám, nỉ lan vàng (danh pháp hai phần: Pinalia amica) là một loài phong lan. Loài này được (Rchb.f.) Kuntze miêu tả khoa học đầu tiên năm 1891.
Cây phân bố từ Nam Á đến Đông Nam Á, Đài Loan, Trung Quốc. Tại Việt Nam, cây có mặt ở các khu vực: Hà Giang, Tam Đảo, Tây Nguyên.

## Hình ảnh

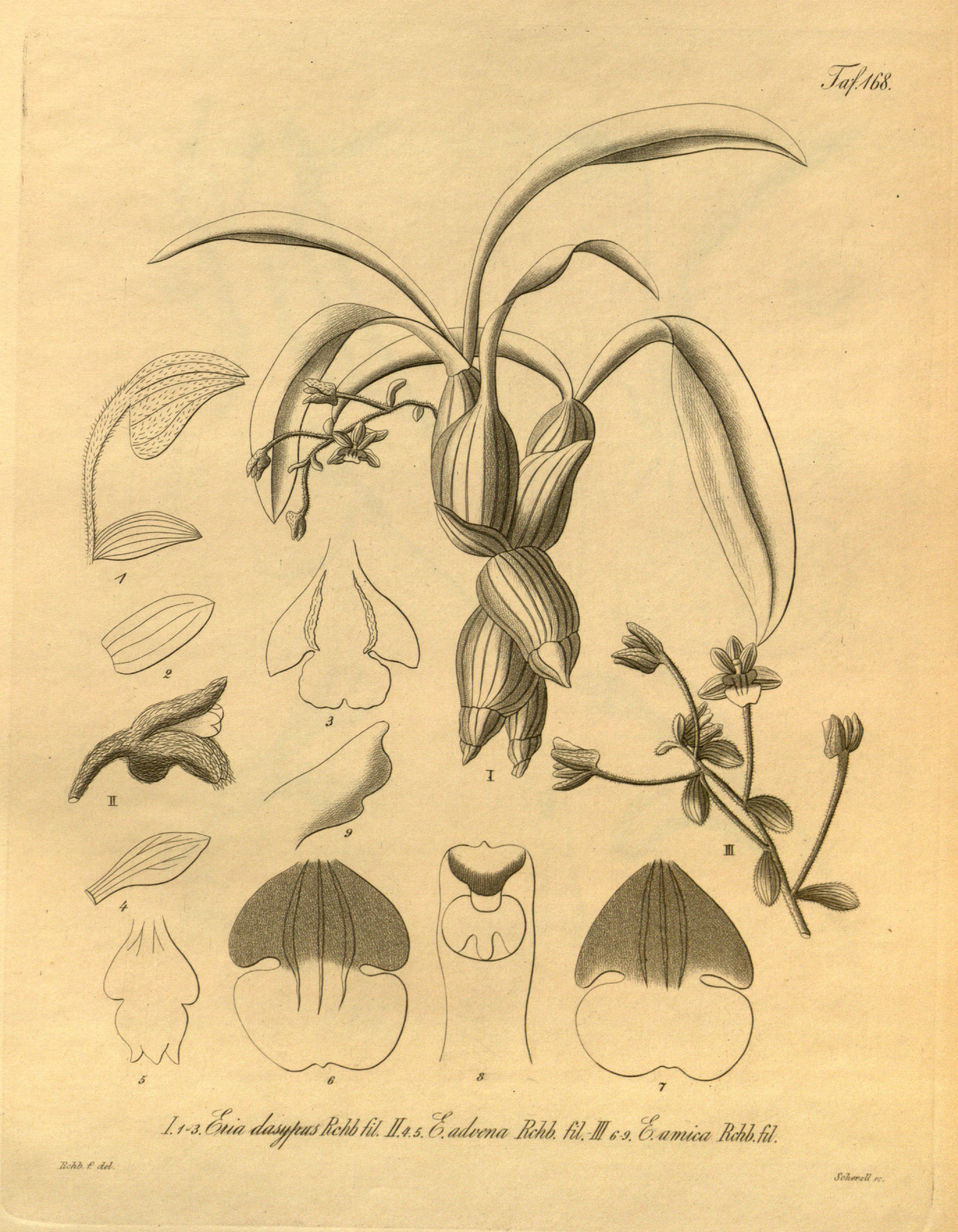